# Renbaan van Bosvoorde (tramhalte)
Renbaan van Bosvoorde (Frans: Hippodrome de Boitsfort) is een tramhalte van de Brusselse vervoersmaatschappij MIVB, gelegen in de gemeente Brussel-stad.

## Geschiedenis
De halte Renbaan van Bosvoorde werd tot 19 maart 1968 bediend door tramlijn 4 dat tussen Beurs en Wiener reed via Stefania en Marie-José. Nadien werd deze halte bediend door tramlijn 32, dat tussen Wiener en Houba-de-Strooper reed, en dit tot en met 14 augustus 1985. Van 15 augustus 1985 tot 2018 werd de halte bediend door tramlijn 94.
Tot 1 juli 2007 bediende buslijn 41 de halte Renbaan van Bosvoorde en Lieveheersbeestjes. Op 2 juli 2007 werd de route gewijzigd waardoor deze voortaan het station van Boondaal en de halte Brazilië bediende en het trajectdeel Gendarmen — Renbaan van Bosvoorde afgeschaft werd. Sinds 29 september 2018 rijdt de voormalige tramlijn 94 na verlenging van het traject met het nummer 8.

## Situering
Beide tramsporen en aanhorende perrons zijn gelegen in de Terhulpensesteenweg, wat het verlengde van de  Franklin Rooseveltlaan is in rijrichting Wiener. De tramhalte is in tegenstelling tot de rest van het traject tot Wiener voorzien van berijdbare verharding, omwille van buslijn 41 die er vroeger reed.
De aansluiting met buslijn 366 van de TEC gebeurt enerzijds aan de overkant van de Terhulpsesteenweg, en anderzijds op het perron richting Wiener, waar de bussen op de gewone rijbaan ter hoogte van het perron stoppen.
Wel bestaat er voor buslijn 41 een omleidingsroute bij sluiting van het Ter Kamerenbos, waardoor buslijn 41 (richting Transvaal) vanaf de halte Gendarmen, de Terhulpsesteenweg volgt tot aan het kruispunt met de Franklin Rooseveltlaan. De vervangingshalte in de Terhulpsesteenweg kreeg dezelfde naam als de tramhalte. Nadien rijdt buslijn 41 via de Franklin Rooseveltlaan tot aan de halte Brazilië dat op zijn oorspronkelijke reisroute ligt.

## Overige
Op de haltepalen en de halteaankondigingsschermen in de voertuigen wordt de Franse naam van de halte verkort naar "Hippod. Boitsfort".

## Afbeeldingen

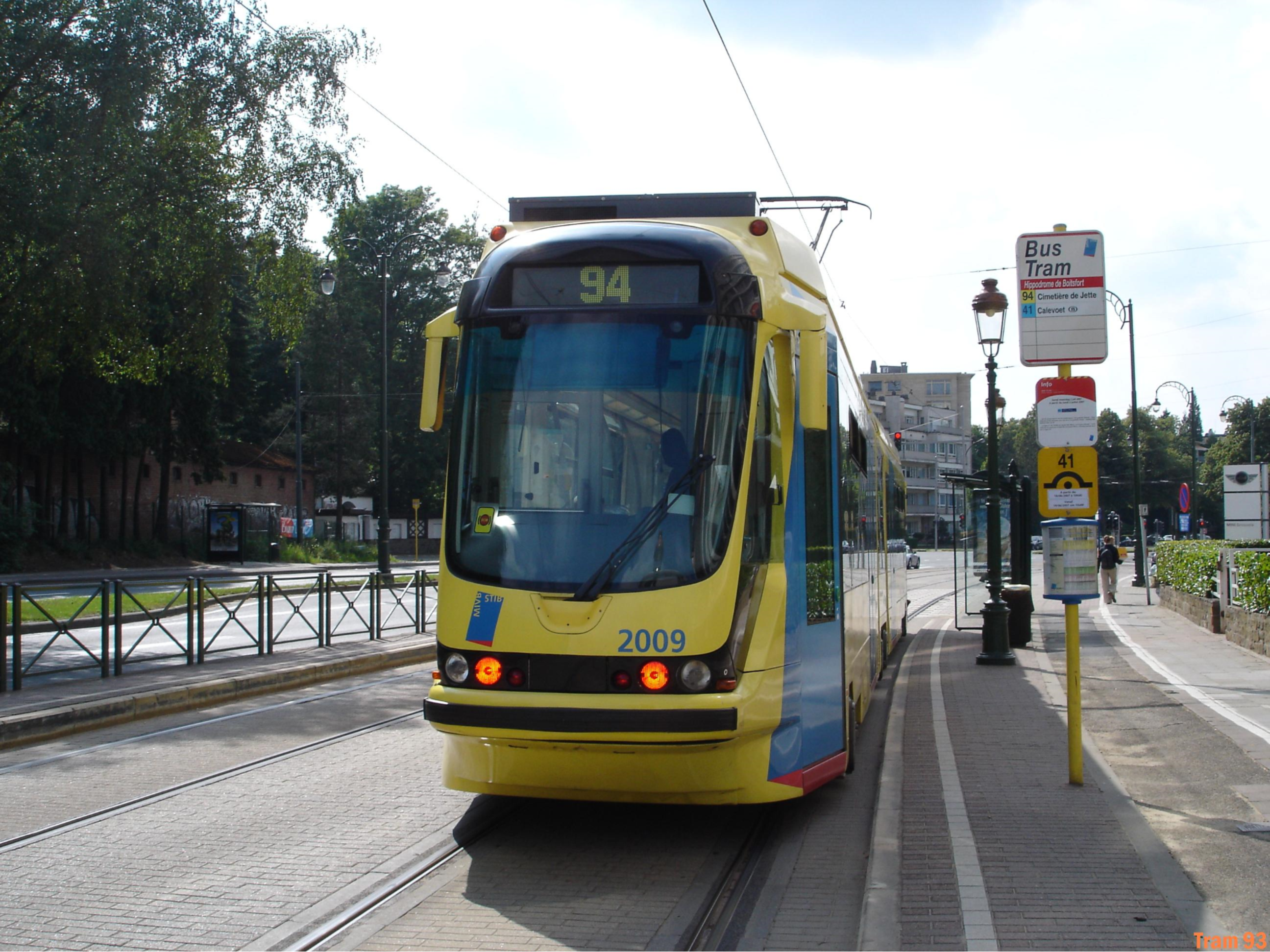
Op de haltepaal wordt buslijn 41 nog vermeld (2007)
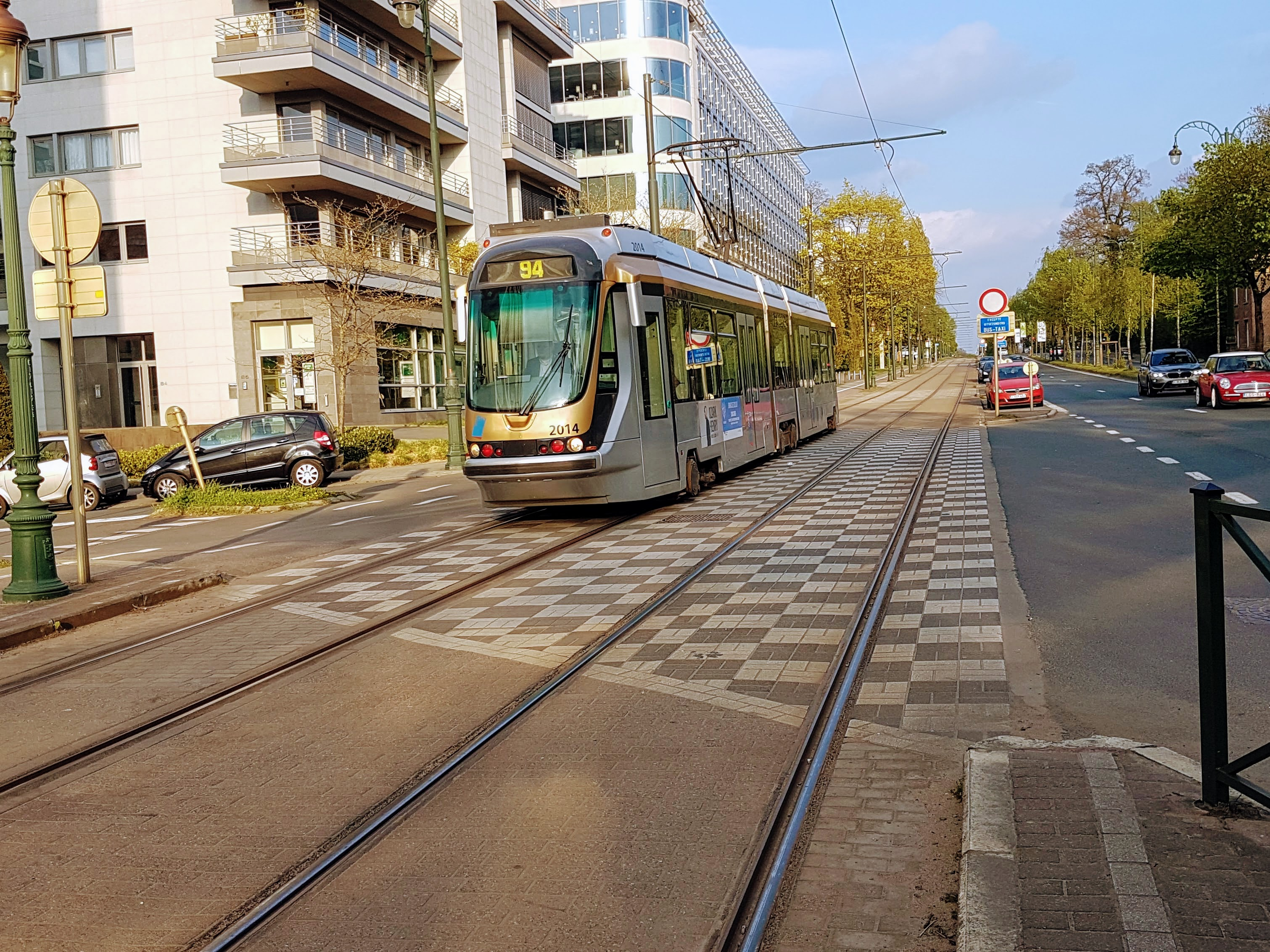
Berijdbaar wegdek tot aan Lieveheersbeestjes, oorspronkelijk voorzien voor buslijn 41 (2017)

Louiza · 
Stefania · 
Defacqz · 
Baljuw · 
Vleurgat · 
Abdij · 
Legrand · 
Ter Kameren-Ster · 
Buyl · 
Johanna · 
ULB · 
Solbos · 
Marie-José · 
Brazilië · 
Boondaal Station · 
Renbaan van Bosvoorde · 
Lieveheersbeestjes · 
Bosvoorde Station · 
Delleur · 
Wiener · 
Valkerij · 
Tenreuken · 
Seny-park · 
Herrmann-Debroux · 
Oudergem-Shopping · 
Vorstrondpunt · 
Empain · 
Trammuseum · 
Bronnenpark · 
Voot · 
Woluwe Shopping · 
Roodebeek